# Iglesia de San Miguel (Barcelona)
La iglesia de San Miguel era una de las iglesias más antiguas de la ciudad de Barcelona (España). Estaba situada en la que ahora es la plaza de San Miguel, detrás de la plaza de San Jaime.

## Historia
El templo se levantó sobre construcciones romanas: el pavimento de la nave era un mosaico de las antiguas termas, con peces y monstruos marinos negros sobre fondo blanco, que fue arrancado en el derribo y se conserva hoy en el Museo de Arqueología de Cataluña.
Se sabe que había sido reconstruida en tiempos de Ramón Berenguer IV, alrededor del año 1147, y que a su puerta lateral románica se le añadió, en el siglo XVI, otra de estilo gótico-renacentista. La arquitectura de este portal es de Gabriel Pellicer y Pablo Mateo, que todavía siguen modelos góticos; en 1561, René Ducloux, francés, se encargó de las esculturas y la decoración, ya renacentistas. En el tímpano está el arcángel San Miguel, y a los lados, los arcángeles Rafael y Gabriel. Esta portada, reconstruida se encuentra en la Basílica de la Merced de Barcelona.
El único resto conocido del edificio románico es una portalada que apareció, tapiada, en el derribo de 1868: entonces se hicieron fotografías pero fue derribada. De buena factura, con dos columnas y capiteles de tradición corintia, debía ser de 1200.
Al lado del presbiterio había un campanario cuadrangular gótico de una considerable altura, de hacia 
el 1300. La 
nave de la iglesia, con bóveda y cuatro capillas desiguales a los lados, tenía añadido, a modo de vestíbulo, un cuerpo rectangular con cuatro capillas. La capilla del Santísimo se instaló allí, a mediados del siglo XVI, el sepulcro de Jerónimo Descoll en alabastro-que había pagado la construcción del portal gótico-renacentista de la iglesia- hoy, el sepulcro se conserva en el Museo Diocesano de Barcelona.
La bóveda fue decorada con pinturas murales en 1711 por Ferdinando Galli Bibienna, y recubierta al final del XVIII con una vuelta postiza. Una barroca decoración de cornisas y columnas, esculpida por Salvador Gurri, adornaban el ábside. En la bóveda del ábside estaba la pintura de la Gloria, de Antonio Viladomat.
En 1598 se construyó una tribuna para el Consejo Municipal, ya que era la capilla de los consejeros, y los jurados iban a hacer oración antes de concurrir a las juntas y deliberaciones. Al parecer, tenía cuadros de Luis Dalmau y también de Viladomat.
En 1780, en la capilla de la Virgen del Rosario, recibió sepultura Antonio de Alós y de Rius, noble y militar borbónico catalán, capitán general de Mallorca.
En 1814 recibió sepultura Luis Francisco II de Borbón-Conti (VI príncipe de Conti), noble exiliado de la Francia revolucionaria. Del 15 de enero al 12 de junio de 1823 acogió la imagen de la Virgen de Montserrat, para protegerla de las peleas de la época entre liberales y absolutistas, que la ponían en peligro.
En 1835 perdió su título de iglesia parroquial y pasó a ser capilla particular de la Casa de la Ciudad, el ayuntamiento decretó finalmente el derribo, para poder ampliar sus dependencias, que tuvo lugar el año 1869.
La portada renacentista se desmontó y fue trasladada a la Basílica de la Merced, en la calle Ancha, donde ahora hace de portada del transepto. El campanario también se desmontó y, con añadidos, se colocó a la actual Parroquia de la Concepción, en la calle de Aragón, junto a la antigua iglesia del Monasterio de Junqueras, que también se trasladó.
Se conservan restos de un grupo escultórico renacentista de Martín Díez de Liatzasolo que representa la Dormición de la Virgen, hoy en el Museo Nacional de Arte de Cataluña, así como algunos restos escultóricos y arquitectónicos menores como una imagen de San Cristóbal de Gil de Medina, o tallas de San Miguel Arcángel y San Jerónimo. El Museo de Arqueología de Cataluña guarda un gran capitel bizantino del siglo VI que se utilizaba en San Miguel como pila. El antiguo frontal del altar, obra italiana de piedras de colores y mosaico del siglo XII, también está hoy en el MNAC.